# Хамбургер
Хамбургер (скраћено бургер) је врста сендвича у округлом пециву, а иста реч може се употребити и за косани одрезак од говеђег меса који се најчешће ставља у пециво приликом израде таквог сендвича. 
Месном одреску, који је основни састојак хамбургера, обично се придодаје поврће попут зелене салате, лука и киселих краставаца, те разни сосови попут кечапа, сенфа или мајонеза, а популарни су и хамбургери у којима се раније споменутим састојцима придодаје и неколико кришака сира. Хамбургер са сиром још се назива и „чизбургер“, будући да на енглеском језику „чиз“ значи сир.
Данас многи ресторани брзе хране управо на хамбургерима темеље већину своје продаје, а често их послужују у менијима с помфритом или неким сличним прилозима. Хамбургери су име добили по немачком граду Хамбургу, где је било уобичајено ставити печену свињетину у клипић, а још једна теорија говори да су се у Хамбургу комадићи меса слични одресцима у данашњим хамбургерима послуживали заједно с округлим пецивима. Реч „хамбургер“ у немачком се језику иначе још може односити и на становника Хамбурга или нешто што припада Хамбургу.
Термин бургер се такође може применити на саму пљескавицу од меса, посебно у Уједињеном Краљевству, где се израз пљескавица ретко користи или се чак може односити на млевену говедину. Пошто термин хамбургер обично подразумева говедину, ради јасноће, хамбургер може имати префикс врсте меса или замене за месо која се користи, као говеђи хамбургер, ћурећи хамбургер, бизонски хамбургер, портобело хамбургер или вегетаријански хамбургер. У Аустралији и Новом Зеланду, комад пилећих прса на лепињи је познат као пилећи хамбургер, који се генерално не би сматрао бургером у Сједињеним Државама; Американци би га генерално назвали пилећим сендвичем, али у аустралијском и новозеландском енглеском за сендвич је потребан нарезан хлеб (не лепиња), тако да се не би сматрао сендвичем.

## Етимологија и терминологија
Термин хамбургер изворно потиче од Хамбурга, другог по величини града у Немачкој; међутим, не постоји одређена веза између хране и града (погледајте Историју испод).
Позадинским формирањем, термин „хамбургер” је на крају постао самостална реч која се повезује са много различитих врста сендвича, сличних хамбургерима (млевено месо), али направљених од различитог меса као што је биво у бургеру од бивола, дивљач, кенгур, пилетина, ћуретина, лос, јагњетина или риба попут лососа у бургеру од лососа, али чак и са сендвичима без меса као што је случај са веџи бургером.

## Историја
Како се верзије овог оброка служе више од једног века, његово порекло остаје нејасно. Издање књиге Хане Глас из 1758. године Уметност кувања учињена једноставном и лаком укључивала је рецепт из 1758. под називом „Хамбуршка кобасица“, који је предложио да се послужи „печена са препеченим хлебом испод ње“. Слична ужина је такође била популарна у Хамбургу под називом „Рундштуцк варм“ („топла пецива“) 1869. године или раније, коју су наводно јели многи емигранти на путу за Америку, али је можда садржала печени бифтек, а не фаширке. Претпоставља се да је хамбуршки бифтек који се служи између два комада хлеба и који су често јели јеврејски путници који су путовали из Хамбурга у Њујорк на бродовима Хамбург Америка Лајна (који су почели са радом 1847. године) постао толико познат да је бродарска компанија дала име јелу. Свака од ових могућносит може означити проналазак хамбургера и објаснити име.
Постоји референца на „хамбуршки бифтек” још 1884. године у Бостон журналу. Дана 5. јула 1896. године, Чикаго Дејли Трибјун је изнео врло специфичну тврдњу у вези са „хамбургер сендвичом” у једном чланку о „сендвич ауту”: „Истакнути фаворит, само пет центи, је сендвич са хамбургер бифтеком, месо за које се држи спремно у малим пљескавицама и 'кува се док се чека' на бензинској палети.”

### Потраживања изума
Порекло хамбургера је нејасно, иако су „сендвичи са хамбургер бифтеком“ оглашавани у америчким новинама од Њујорка до Хаваја бар од 1890-их. Проналазак хамбургера се обично приписује разним људима, укључујући Чарлија Нагрина, Френка и Чарлса Менчеса, Оскара Вебера Билбија, Флечера Дејвиса или Луиса Ласена. Ресторански ланац Бели замак проистекао је од продаје хамбургера из Хамбурга у Немачкој, а формирао га је Ото Куас. Неки су указали на рецепт за „хамбуршке кобасице“ на препеченом хлебу, који је Хана Глас 1747. године објавила у Уметности кухања учињеном једноставном и лаком. Хамбургери су стекли национално признање у САД на Светској изложби у Сент Луису 1904. када је Њујорк Трибјун назвао хамбургер „иновацијом продавца хране на штанду“. Ниједан убедљив аргумент није окончао спор око проналаска. Чланак из АБЦ Њуза резимира: „Један проблем је што постоји мало писане историје. Друго питање је да се ширење хамбургера углавном догодило на Светском сајму, од стране ситних продаваца који су долазили и одлазили у трену. И потпуно је могуће да је више од једне особе дошло на ову идеју у исто време у различитим деловима земље.“

#### Луис Ласен
Мада га је раскринкао Вашингтон пост, популарни мит који је забележила конгресменка из Конектиката Роса Делоро наводи да је први хамбургер у Америци послужио Луис Ласен, дански имигрант након што је отворио ресторан Луисов ручак у Њу Хејвену 1895. године. Луисов ручак, мали вагон за ручак у Њу Хејвену, Конектикат, наводно је продао први хамбургер у виду сендвича са бифтеком у САД 1900. године. Њујорк Магазин наводи да „јело заправо није имало име све док неки разуларени морнари из Хамбурга годинама касније нису назвали месо на лепињи по себи“, такође напомињући да је ова тврдња предмет спора. Једна муштерија је наручила брзи топли оброк, а Луис је био остао без бифтека. Узимајући комаде млевене говедине, Луис је направио пљескавицу и испекао је на роштиљу, стављајући је између две кришке тоста. Неки критичари попут Џоша Озерског, уредника рубрике о храни за Њујорк Магазин, тврде да овај сендвич није био хамбургер јер је хлеб био препечен.

#### Чарли Нагрин
Једна од најранијих тврдњи потиче од Чарлија Нагрина, који је 1885. продавао ћуфте између две кришке хлеба на Сајмурском сајму који се данас понекад назива Сајам округа Аутагами. Историјско друштво Сајмоурске заједнице из Сејмоура, Висконсин, приписује проналазак Нагрину, сада познатом као „Хамбургер Чарли”. Нагрин је имао петнаест година када је наводно продавао сендвиче са свињетином на Сајмурском сајму 1885. године, направљене да би купци могли да једу док шетају. Историјско друштво објашњава да је Нагрин дао име хамбургеру по хамбуршком бифтеку са којим су локални немачки имигранти били упознати.